# Squadra namibiana di Fed Cup
La squadra namibiana di Fed Cup rappresenta la Namibia nella Fed Cup, ed è posta sotto l'egida della Namibia Tennis Association.
Essa ha debuttato nel 2004, partecipando poi alle edizioni del 2005 e del 2006. Da allora non ha più preso parte alla Fed Cup, e per questo motivo è stata estromessa dal ranking mondiale stilato dalla ITF. Non ha mai superato il gruppo III.

## Organico 2006
Aggiornato ai match del gruppo III (26-29 aprile 2006). Fra parentesi il ranking della giocatrice nei giorni della disputa degli incontri.
- Rieke Honiball (WTA #)
- Elizma Nortje (WTA #)
- Suzelle Davin (WTA #)
- Elrien de Villiers (WTA #)

## Ranking ITF
Non inclusa nel ranking.